# Draft WNBA 2009
Il Draft WNBA 2009 fu il tredicesimo draft tenuto dalla WNBA. L'8 dicembre 2008 si svolse un dispersal draft per assegnare le giocatrici delle Houston Comets, fallite il 1º dicembre, mentre il 9 aprile 2009 si svolse il draft vero e proprio.

## Dispersal draft
| Scelta | Giocatrice            | Nazionalità | Nuova squadra            | Vecchia squadra |
| ------ | --------------------- | ----------- | ------------------------ | --------------- |
| 1      | Sancho Lyttle         | Spagna      | Atlanta Dream            | Houston Comets  |
| 2      | Matee Ajavon          | Stati Uniti | Washington Mystics       | Houston Comets  |
| 3      | Mistie Bass           | Stati Uniti | Chicago Sky              | Houston Comets  |
| 4      | Roneeka Hodges        | Stati Uniti | Minnesota Lynx           | Houston Comets  |
| 5      | Sequoia Holmes        | Stati Uniti | Phoenix Mercury          | Houston Comets  |
| 6      | Erica White           | Stati Uniti | Indiana Fever            | Houston Comets  |
| 7      | Renae Camino          | Australia   | Sacramento Monarchs      | Houston Comets  |
| 8      | Scelta non effettuata |             | New York Liberty         | Houston Comets  |
| 9      | Scelta non effettuata |             | Los Angeles Sparks       | Houston Comets  |
| 10     | Scelta non effettuata |             | Connecticut Sun          | Houston Comets  |
| 11     | Scelta non effettuata |             | Detroit Shock            | Houston Comets  |
| 12     | Scelta non effettuata |             | Seattle Storm            | Houston Comets  |
| 13     | Scelta non effettuata |             | San Antonio Silver Stars | Houston Comets  |

## College draft
|  | Giocatrici selezionate per l'all-star game WNBA |

### Primo giro
| Scelta | Giocatrice             | Nazionalità | Squadra WNBA                                    | College/Squadra di club |
| ------ | ---------------------- | ----------- | ----------------------------------------------- | ----------------------- |
| 1      | Angel McCoughtry       | Stati Uniti | Atlanta Dream                                   | Louisville Cardinals    |
| 2      | Marissa Coleman        | Stati Uniti | Washington Mystics                              | Maryland Terrapins      |
| 3      | Kristi Toliver         | Stati Uniti | Chicago Sky                                     | Maryland Terrapins      |
| 4      | Renee Montgomery       | Stati Uniti | Minnesota Lynx                                  | UConn Huskies           |
| 5      | DeWanna Bonner         | Stati Uniti | Phoenix Mercury                                 | Auburn Tigers           |
| 6      | Briann January         | Stati Uniti | Indiana Fever                                   | ASU Sun Devils          |
| 7      | Courtney Paris         | Stati Uniti | Sacramento Monarchs                             | Oklahoma Sooners        |
| 8      | Kia Vaughn             | Stati Uniti | New York Liberty                                | Rutgers S. Knights      |
| 9      | Quanitra Hollingsworth | Stati Uniti | Minnesota Lynx (da Los Angeles via Washington)  | VCU Rams                |
| 10     | Chante Black           | Stati Uniti | Connecticut Sun                                 | Duke Blue Devils        |
| 11     | Shavonte Zellous       | Stati Uniti | Detroit Shock                                   | Pittsburgh Panthers     |
| 12     | Ashley Walker          | Stati Uniti | Seattle Storm                                   | Calif. G. Bears         |
| 13     | Lindsay Wisdom         | Stati Uniti | Los Angeles Sparks (da San Antonio via Atlanta) | Purdue Boilerm.         |

### Secondo giro
| Scelta | Giocatrice         | Nazionalità | Squadra WNBA                                      | College/Squadra di club |
| ------ | ------------------ | ----------- | ------------------------------------------------- | ----------------------- |
| 14     | Megan Frazee       | Stati Uniti | San Antonio Silver Stars (da Atlanta)             | Liberty Lady Flames     |
| 15     | Rashanda McCants   | Stati Uniti | Minnesota Lynx (da Washington)                    | N. Carol. Tar Heels     |
| 16     | Danielle Gant      | Stati Uniti | Chicago Sky                                       | Texas A&M Aggies        |
| 17     | Lyndra Littles     | Stati Uniti | Connecticut Sun (da Minnesota)                    | Virginia Cavaliers      |
| 18     | Britany Miller     | Stati Uniti | Detroit Shock (da Phoenix via Atlanta)            | Fl. State Seminoles     |
| 19     | Christina Wirth    | Stati Uniti | Indiana Fever                                     | Vand. Commodores        |
| 20     | Whitney Boddie     | Stati Uniti | Sacramento Monarchs                               | Auburn Tigers           |
| 21     | Abby Waner         | Stati Uniti | New York Liberty                                  | Duke Blue Devils        |
| 22     | Ashley Paris       | Stati Uniti | Los Angeles Sparks                                | Oklahoma Sooners        |
| 23     | Camille LeNoir     | Stati Uniti | Washington Mystics (da Connecticut via Minnesota) | USC Trojans             |
| 24     | Jelena Milovanović | Serbia      | Washington Mystics (da Detroit)                   | Sopron                  |
| 25     | Shalee Lehning     | Stati Uniti | Atlanta Dream (da Seattle)                        | Kansas St. Wildcats     |
| 26     | Sonja Petrović     | Serbia      | San Antonio Silver Stars                          | Sparta&K Vidnoe         |

### Terzo giro
| Scelta | Giocatrice        | Nazionalità | Squadra WNBA                  | College/Squadra di club |
| ------ | ----------------- | ----------- | ----------------------------- | ----------------------- |
| 27     | Jessica Morrow    | Stati Uniti | Atlanta Dream                 | Baylor Bears            |
| 28     | Josephine Owino   | Kenya       | Washington Mystics            | Union Bulldogs          |
| 29     | Jennifer Risper   | Stati Uniti | Chicago Sky                   | Vand. Commodores        |
| 30     | Emily Fox         | Stati Uniti | Minnesota Lynx                | Minnesota Gophers       |
| 31     | Sha Brooks        | Stati Uniti | Phoenix Mercury               | Florida Gators          |
| 32     | Danielle Campbell | Stati Uniti | Indiana Fever                 | Purdue Boilerm.         |
| 33     | Morgan Warburton  | Stati Uniti | Sacramento Monarchs           | Utah Utes               |
| 34     | Jessica Adair     | Stati Uniti | Phoenix Mercury (da New York) | GW Revolutionaries      |
| 35     | Britney Jordan    | Stati Uniti | Los Angeles Sparks            | TAMUC Lady Lions        |
| 36     | Alba Torrens      | Spagna      | Connecticut Sun               | Celta Vigo              |
| 37     | Tanae Davis-Cain  | Stati Uniti | Detroit Shock                 | Fl. State Seminoles     |
| 38     | Mara Freshour     | Stati Uniti | Seattle Storm                 | Fl. State Seminoles     |
| 39     | Candyce Bingham   | Stati Uniti | San Antonio Silver Stars      | Louisville Cardinals    |